# Jeunesse sportive madinet Béjaïa
Pour les articles homonymes, voir JSM.
Maillots
Actualités
Dernière mise à jour : 2 octobre 2023.
La Jeunesse Sportive Madinat Béjaïa (en kabyle : ilemẓeyin inaddalen n temdint n Bgayet, en tifinagh : ⵉⵍⴻⵎⵥⴻⵢⵉⵏ ⵉⵏⴰⴷⴷⴰⵍⴻⵏ ⵏ ⵜⴻⵎⴷⵉⵏⵜ ⵏ ⴱⴳⴰⵢⴻⵜ, en arabe : الشبيبة الرياضية لمدينة بجاية), plus couramment abrégé en JSM Béjaia ou encore en JSMB, est un club algérien de football fondé le 17 mai 1936 et basé dans la ville de Béjaia, en Kabylie.

## Histoire
La Jeunesse Sportive Musulmane Bougiote est fondé le 17 mai 1936 et a été le porte flambeau des musulmans de la ville de Béjaïa pour contrer les clubs coloniaux locaux, la JSMB représentait à l'époque , les quartiers musulmans de la ville de Béjaïa (en opposition aux quartiers européens) : Bab Ellouz (Le plus vieux quartier de Béjaia), El Batima, Houma Qaramane, Oued Achaallal et le fort Moussa. 
Il est cependant à noter que d'après le JOAFE, la date de déclaration de l'association sportive est le 23 avril 1936. 

### Une origine identitaire et symbolisme anticolonial
C'est dans le contexte de la Colonisation française de l'Algérie que le club voit le jour. Le sport, et plus particulièrement le football, était vecteur de revendication identitaire et anticoloniale dans une Kabylie contestataire et un nationalisme algérien naissant. Bougie, était marquée par la cohabitation entre natifs kabyles (désignés sous le terme « musulmans » ou «indigènes») et colons européens. Plusieurs clubs réservés aux musulmans existaient déjà, en particulier le Rachidia Club Bougiote et L’Espérance.
À la suite d'une grève des travailleurs bougiotes, les responsables de ces clubs ainsi qu'une partie de la jeunesse autochtone de la ville ont décidé de fusionner leurs effectifs. Cette initiative, loin d’être anodine, se voulait un geste militant fort : créer le premier club de Kabylie à affirmer ouvertement son algérianité et mener la résistance anticoloniale sur les terrains de sport. La période était particulièrement tendue, marquée par la multiplication des partis et des organisations indépendantistes, ce qui rendait l’administration française d’autant plus vigilante.

### Création du club
Le 17 mai, après plusieurs jours de concertation, six représentants (choisis pour leur stature sociale et intellectuelle, car conscients de l’enjeu de convaincre l'administration coloniale sans éveiller les soupçons) se présentèrent devant le maire de Bougie, M. Borg. Ces représentants, désignés lors d’une réunion décisive la veille au local de M. Tebbane (rue Fatima), étaient : Bouchenak, Ahmed Boulimat, Med Khamsi, El Hachemi Benzaid, Med Abdelkrim et Med Hamlaoui (Seddik Aggoun ayant préféré céder sa place à ce dernier, ce qui aura un impact décisif).
À 10 h 30, le groupe fut reçu dans le bureau du maire. Après les formalités d’usage et l’explication de leur démarche, M. Borg entama la rédaction du formulaire d’affiliation. Arrivé au chapitre relatif aux couleurs, les représentants échangèrent un regard complice : il leur fallait justifier le choix du vert et du rouge comme une simple improvisation, bien que ces teintes étaient déjà associées au mouvement national. Ce choix répondait également aux attentes de la population de la vieille ville, qui exigeaient « vert et rouge ou rien ».
C’est alors qu’une idée lumineuse traversa l’esprit d’un des membres. Ayant respectueusement déposé sa chéchia sur le bureau en entrant, Med Hamlaoui, proposa : « Monsieur le Maire, si mes camarades le permettent, observez la chéchia rouge posée sur ce bureau vert ; si cela ne vous pose aucun problème, nous opterons pour le rouge et le vert. » Cette proposition, perçue comme une heureuse coïncidence, obtint l’assentiment unanime des présents. M. Borg, hocha la tête et inscrivit en lettres capitales « ROUGE ET VERT » sur le formulaire, scellant ainsi ce choix symbolique.

### Changement de nom
En 1989, le club change de nom, passant de Jeunesse Sportive Musulmane Bougiote à Jeunesse Sportive Madinat Béjaïa. Ce changement reflète une identité plus inclusive et marque la fin d’une époque où le club représentait principalement les natifs kabyles de Béjaïa (désignés comme "musulmans" par l’Administration coloniale française ) en opposition aux populations européennes lors de l'époque coloniale. Il s'inscrit également dans une volonté d’adopter le nom contemporain de la ville.

## Identité du club

### Logos et couleurs
Les couleurs historiques du club sont le Vert et le Rouge.

de 1936 à 2008
de 2008 à 2012
depuis 2012

### Historique des noms officiels du club
| Jeunesse Sportive Musulmane de Béjaïa (JSMB) |
| -------------------------------------------- |

| Jeunesse Sportive Madinet Béjaïa (JSMB) |
| --------------------------------------- |

### Maillots
| À domicile | Extérieur | Autres | Maillot du MBB | Tenue spécial après les émeutes de 2001 |

En 2001, lors des évènements du printemps noir en Kabylie et qui a fait environ 128 morts dans la région, les Béjaouis ont arboré durant le match des 16e de finale de la coupe d'Algérie face à la JS Kabylie, une tenue en noir, en hommage aux victimes de ces évènements.

## Structures du club

### Stade

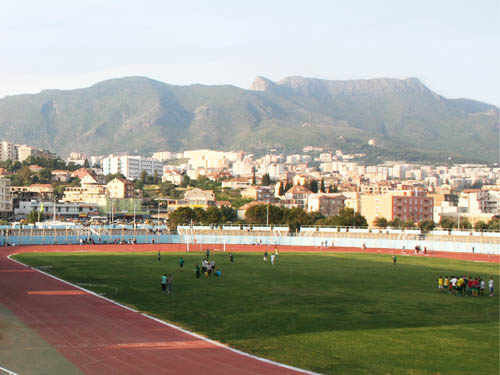
Stade de l'Unité maghrébine, dont la JSMB est le club résident.

La JSM Béjaïa évolue au Stade de l'Unité Maghrébine, inauguré en 1987 et qui est situé dans la ville de Béjaïa. Il a une capacité de 17 500 places. Le stade a été rénové en 2009 en remplaçant le gazon naturel par une pelouse synthétique.

### Direction
Les membres du bureau exécutif :
| Nom         | Fonction                                                                |
| ----------- | ----------------------------------------------------------------------- |
| Farouk Mial | Président du Conseil d'Administration SSPA Société Sportive Par Actions |
| Farouk Mial | Président du Club JSMB Club Sportif Amateur                             |

### Finances

#### Sponsors
- Soummam
- Cevital
- Candia
- Tchin-Lait
- BMT - Bejaia Mediterranean Terminal

### Équipementier
- Rina

## Dates clés
Ce qui suit , une chronologie succincte du parcours du club depuis l'indépendance de l'Algérie.
- 5 septembre 1921[7] : création par feu Abdelhamid Baba Aïssa du premier club de football destiné aux Algériens dénommé La Rachidia Club Bougiote.
- 1930 : création par feu Saddek Zerrari et feu Mohamed Khamsi d'un club destiné lui aussi aux Algériens dénommé L'Espérance.
- 1936 : création par feu Maitre Boudjemline Bouchenak de la jeunesse sportive musulmane bougiote (JSMB) club né d'une fusion entre les deux clubs crées en 1928 et 1930 El Rachidia et l'Espérance.
- 1969 : Accession du club pour la première fois en Nationale II, du championnat d'Algérie.
- 1998 : Accession du club pour la première fois en Super Division, du championnat d'Algérie.
- 2008 : Première participation à la Coupe de la confédération africaine.
- 2008 :  Vainqueur de la Coupe d'Algérie.
- 2010 : Section professionnelle.
- 2012 : Participation au Premier Tour préliminaire Ligue des champions de la CAF.

### 1962-1969: Début difficile
Après l’indépendance de l'Algérie, la JSMB intègre le championnat national en Critérium Honneur, le 6 octobre 1962, sous forme de cinq groupes de dix clubs chacun. La JSMB commence dans le groupe de Constantine IV, mais elle est reléguée en Promotion-Honneur (D2) puis en division 3 ou elle évolue jusqu'en 1969.

### 1969-1977: Accession en Nationale 2
Pour la saison de Nationale 2 (1969 -1970), la JSMB termine en 8e place et se maintient en Nationale 2.

Un bon parcours en championnat pour le vieux club bougiote, lors des saisons 1969-1970 jusqu'en (1976-1977) ou l'équipe de la JSMB est reléguée en Régionale et passe donc huit longues années en Division 2, ratant ainsi de nombreuses fois l'accession en Nationale 1.

### 1996-1998: La JSMB retrouve la Division 2
La saison 1995-1996 du régional Gr Est, fut âprement jouée par les deux formations de Béjaïa. Malgré un très bon parcours du MOB - qui avait terminé la saison sans défaite - la JSMB en remportant un plus grand nombre de victoires coiffe au poteau le MOB et IRB El Hadjar. La JSMB montera successivement de la Division 2 à la Super Division puis sera classée parmi les 6 premiers. La séparation aura durée de la saison 1995-1996 à 2004-2005.

### 1998-2014: L'accession et le maintien parmi l'Elite: Division 1
Après sa première accession en Première division lors de la saison 1998-1999, la JSMB est classée sixième du classement et demeure parmi l'élite sportive pendant six ans durant laquelle elle signe un bon parcours lors de la saison 2006-2007 ou elle finit à la 3e place du classement.
L'année suivante, elle obtient son premier titre national en remportant la coupe d'Algérie et joue les compétitions africaines comme la Ligue des champions, la Coupe de la confédération et même les compétitions maghrébines telles que la Coupe nord-africaine.

#### 2004-2006: La parenthèse de la relégation en Division 2
La JSMB est reléguée en Division 2 ou elle reste pendant deux ans avant de retrouver la Nationale 1 au cours de la saison 2006-2007.

### Premier titre dans l'histoire du club
| Njeukam Megateli Messali Zeghdoud (C) Boucheta Belakhdar Deghiche Derrahi Belkheïr Boukessassa Ghazi |
| Le onze initial en finale de la coupe d'Algérie 2008.                                                |
| Njeukam Megateli Messali Zeghdoud (C) Boucheta Belakhdar Deghiche Derrahi Belkheïr Boukessassa Ghazi |

Le 16 juin 2008 est « le jour du sacre » pour la JSMB. Elle y remporte son premier trophée national : la coupe d'Algérie, en battant en finale son homologue : le WA Tlemcen par les tirs au but 3 à 1, après la fin du temps réglementaire et les prolongations par un but partout.
À la 40e minute Kouider Boukessassa ouvre le score pour la JSMB qu'elle a mené en première période et à la 53e minute Mokhtar Benmoussa égalise en faveur des Tlemceniens.
À l'arrivée des tirs au but, une chance pour la JSMB de décrocher le titre, Karim Braham Chaouch se lance pour tirer la dernière et marque, faisant gagner la coupe d'Algérie au club.
Le match s'est déroulé au Stade Mustapha-Tchaker à Blida

### Première finale régionale
La JSMB s'est imposée face aux Égyptiens de Nadi Al Masry sur le score de 2 à 0 en match retour des demi-finales de la Coupe nord-africaine des vainqueurs de coupe l'UNAF, le 25 décembre 2008 et s'est qualifié pour la finale. Les Égyptiens s'étaient imposés 1 à 0 lors du match aller à Port-Saïd.
Les deux buts de la JSMB ont été l'œuvre de Kouider Boukessassa à la 9e minute et Hamza Boulemdaïs à la 77e.
Et malgré l'expulsion de Nassim Boukemacha en première période, l'équipe a bien géré le match en ajoutant ce fameux but de Boulemdaïs et qualifié à la finale pour la première fois de son histoire.
L’entraîneur de la JSMB, Djamel Menad a qualifié son équipe de courageuse pour avoir réussi à s'imposer malgré l'absence de Nassim Boukemacha : « Avec cette qualification, je peux dire que c'est le déclic, que la JSMB est bien partie pour attaquer en force et faire de très belle choses à l'avenir » a-t-il déclaré[Quand ?][Où ?] aux journalistes[réf. nécessaire].
La JSMB perd par la suite la finale face aux Tunisiens de l'ES Tunis par le score de 2 à 1 au retour, alors que le match aller s'est terminé par un score vierge.
Le match retour s'est déroulé au Stade olympique de Radès.

### Passage en société sportive par actions (SPA)
Depuis 2010, la loi algérienne exige aux clubs de 1re et 2e divisions de passer en mode professionnel, et d'établir une SSPA (Société sportive par actions). Le 15 juillet 2010, a vu la naissance de la SSPA-JSMB, un jour historique dans la maison des rouges et verts, puisque le club phare de la Soummam est passé du statut de club amateur à celui de professionnel. La volonté des pouvoirs publics était de lancer le championnat professionnel pour la saison 2010-2011 et à cet effet a demandé aux clubs désirant intégrer ce championnat de se constituer en Société Sportive par Actions, c’est donc sous une nouvelle appellation et avec un capital de 200 000 000,00 de Dinars.
Le capital de la nouvelle société Constituée 2021
- - Général Emballage
  - Société Céramique Soummam (SCS)
  - Tiab Boualem
  - Messaoudi Abderrahmane (28% CSA)
  - Batouche Ramdane
  - Batouche Youcef
  - Boudjeloud Abdelkrim

À la suite d’une réunion tenu le même jour, il a été procédé à son installation, le club devenu professionnel avec un conseil d'administration composé de : Boualem Tiab élu président du conseil réélu fin 2020 et les actionnaires ont tous été représentés au conseil d’administration et détiennent ensemble 95 % du capital social, répondant aux exigences du code de Commerce, qui exige que le conseil d’administration, dit détenir au moins 20 % d capital social.

## Culture populaire

### Supporters
Les supporters de JSMB sont issus principalement des quartiers de la ville historique de Béjaïa : le quartier Amimoune (les Bâtiments, dans le langage local), Oued-Achaalal, Bab-El-louz, Houma-Qaramane, Lebtiha, Houma-Ou-Charchour, Kahoua-Zoubir, Sidi-Touati, Boulevard Amirouche. Il compte néanmoins des supporteurs dans La Vallée de la Soummam et la région de Sahel et les nouvelles cités d'habitation et quartiers dans l'extension de la ville.
Les Ultras Jokers : premier groupe ultra de Kabylie et l'un des premiers groupes ultra d'Algérie. Il a été crée par les supporteurs de la JSMB dans une volonté de s'organiser entre supporteurs et de l'accompagnement du club dans ses matchs à domicile et à l'extérieur. Ce groupe ultra n'existe plus aujourd'hui.
Les Ultras Marins UM 11 ont été créés en 2011, ils ont fait leur première apparition lors du match du championnat contre le MC Alger, le 9 octobre 2011, mais ils ont arrêté en 2014 avant de faire leur grand retour en 2018.

#### Groupes de supporters
| Nom                   | Abréviation | Date de création | Emplacement du stade |
| --------------------- | ----------- | ---------------- | -------------------- |
| Ultras Jokers         | UJ          | 19/03/2009       | Couvert A            |
| Ultras Candela        | UC          | 2010             | Couver B             |
| Ultras Marins         | UM          | 15/10/2011       | Gradin Guerrout      |
| Ultras Gouraya United | UGU         | 30/12/2014       | Couvert A            |
| Groupe Rosso Verde    | GRV         | 2024             | Gradin               |
| Groupe Rosso Costa    | GRC         | 2024             | Gradin               |

### Rivalités

#### JSMB VsJSK

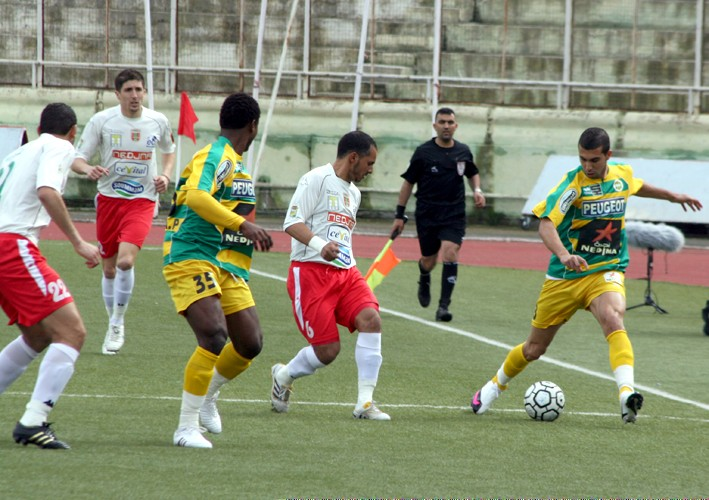
JSK-JSMB à Tizi Ouzou

La JSM Béjaia affronte la JS Kabylie, un derby très suivi dans la région de la Kabylie. À l'indépendance du pays les deux clubs s'affrontent enfin après 36 ans d'attente, après un match d'un tournoi amical en 1970 que les vert et rouge en gagner 1 à 0.
Durant la saison 1998-1999, le match aller s'est terminé en faveur des Canaris par un score 3 à 2, au retour la JSMB gagne par la plus petite démarche 1 à 0.
Le tableau suivant dresse le bilan des confrontations officielles entre les deux clubs algériens. À noter que la rencontre entre les deux clubs en Supercoupe d'Algérie lors de l'édition 2008 qui n'a pas eu lieu n'est donc pas comptabilisée dans le bilan.
| Compétition                       | Victoires de la JSM Béjaïa | Matchs nuls | Victoires de la JS Kabylie | Total       | Buts pour JSM Béjaïa | Buts pour JS Kabylie |             |
| --------------------------------- | -------------------------- | ----------- | -------------------------- | ----------- | -------------------- | -------------------- | ----------- |
| Super Division/Division 1/Ligue 1 | 7                          | 8           | 13                         | 28          | 25                   | 35                   |             |
| Coupe d'Algérie                   | 0                          | 0           | 2                          | 2           | 0                    | 4                    |             |
| Coupe de la Ligue                 | 0                          | 1           | 0                          | 1           | 0                    | 0                    |             |
| Supercoupe d'Algérie              | A n n u l é                | A n n u l é | A n n u l é                | A n n u l é | A n n u l é          | A n n u l é          | A n n u l é |
| Total                             | 7                          | 9           | 15                         | 31          | 25                   | 39                   |             |

#### Rivalité sportive: JSMB etMOB
La JSMB affronte souvent l'autre club rival de la ville de Béjaïa, le MO Béjaïa, un derby très suivi vu la rivalité régnant au sein des deux clubs, mais la JSMB remporte la majorité des matches. Les derbys se déroulent au stade de l'Unité maghrébine.
Le premier match entre les deux clubs s'est joué durant la saison : 1954-1955 à l'ancien stade de la ville: Stade Salah Benalouache qui s'est terminé par un score de 0-0, la plus grande affluence dans le derby est de 20 000 spectateurs, lors des trente-deuxièmes de finale de la coupe d'Algérie 2007, le match s'est terminé par une qualification de la JSMB par les tirs au but 4-3 après la fin du temps réglementaire et les prolongations 1-1, c'est été la 15e victoire sur leur rival.
La saison 1995-1996 du championnat D3 groupe est fut âprement jouée par les deux formations de Béjaïa. Malgré un très bon parcours du MOB qui rappelons le, avait terminé la saison sans défaite, mais la JSMB en remportant un plus grand nembre de victoire elle accède en division 2.
La séparation aura durée de la saison 1995-1996 à 2004-2005.
| Compétition              | Victoires de la JSM Béjaïa | Matchs nuls | Victoires du MO Béjaïa | Total | Buts pour JSM Béjaïa | Buts pour MO Béjaïa |
| ------------------------ | -------------------------- | ----------- | ---------------------- | ----- | -------------------- | ------------------- |
| Régional/Ligue 2/Ligue 1 | 16                         | 14          | 11                     | 41    | 33                   | 31                  |
| Coupe d'Algérie          | 0                          | 2           | 0                      | 2     | 2                    | 2                   |
| Total                    | 16                         | 16          | 11                     | 43    | 35                   | 33                  |

## Résultats sportifs

### Palmarès
| Compétitions nationales | Compétitions internationales                                       |
| - Ligue 1 - Vice-champion : 2011 et 2012. - 3e place : 2007 et 2009. - Coupe d'Algérie (1) - Vainqueur : 2008. - Finaliste : 2019. - Ligue 2 - Vice-champion : 1972 et 2006. - 3e Gr. Est : 1998. | - Coupe nord-africaine des vainqueurs de coupe - Finaliste : 2008. |

| Autres compétitions | Palmarès des jeunes |
| - DNA (2) - Champion Gr. Est : 1969 et 1996. - Inter-région (2) - Champion Gr. Est : 1967 et 1990. - Deuxième division de la Ligue de Constantine (1) - Champion : 1947-1948. - Tournoi amical (fête des cerises) (1) - Champion : 1970. - Tournoi amical a la mémoire d'Ahcène Lahmar (1) - Champion : 2010. | Équipe Espoir - Championnat d'Algérie Espoir (1) - Champion : 2012. - Coupe d'Algérie Espoir (1) - Vainqueur : 2012. (U-20) - Championnat d'Algérie Junior - Vice-champion : 2000 et 2001. - Coupe d'Algérie Junior (1) - Vainqueur : 2002. - Finaliste : 2001. (U-18) - Championnat d'Algérie Junior (1) - Champion : 2017. (U-17) - Coupe d'Algérie Cadets (1) - Vainqueur : 2014. (U-16) - Coupe d'Algérie Cadets (1) - Vainqueur : 2016. (U-15) - Coupe d'Algérie Cadets (1) - Vainqueur : 2014. (U-13) - Coupe d'Algérie Minimes - Finaliste : 2013. |

### Bilan sportif
| Championnat                                           | Saisons | Titres | Meilleure performance | J   | G   | N   | P   | Bp  | Bc  | Diff |
| ----------------------------------------------------- | ------- | ------ | --------------------- | --- | --- | --- | --- | --- | --- | ---- |
| Critérium d'Honneur/Super Division/Division 1/Ligue 1 | 15      | 00     | Vice-champion         | 430 | 151 | 130 | 149 | 442 | 454 | -12  |
| National II/Division 2/Ligue 2                        | 21      | 00     | Vice-champion         | 533 | 189 | 140 | 228 | 630 | 611 | +19  |

| Coupe                                        | Saisons | Titres | Meilleure performance | J  | G  | N | P  | Bp | Bc | Diff |
| -------------------------------------------- | ------- | ------ | --------------------- | -- | -- | - | -- | -- | -- | ---- |
| Coupe d'Algérie                              | 23      | 1      | Vainqueur             | 50 | 25 | 2 | 22 | 65 | 53 | +12  |
| Coupe de la Ligue                            | 2       | 00     | 1/4 de finale         | 13 | 7  | 3 | 3  | 13 | 6  | +7   |
| Supercoupe d'Algérie                         | 1       | 00     | Non-joué              | 00 | 00 | - | 00 | 00 | 00 | 00   |
| Ligue des champions de la CAF                | 2       | 00     | 1/8 de finale         | 10 | 2  | 5 | 3  | 8  | 8  | 0    |
| Coupe de la confédération                    | 3       | 00     | 1/8 de finale         | 8  | 2  | 3 | 5  | 10 | 9  | +1   |
| Coupe nord-africaine des vainqueurs de coupe | 1       | 00     | Finaliste             | 4  | 1  | 1 | 2  | 3  | 3  | 0    |

mise à jour fin 2021-2022
| Championnat | Saisons | Titres | J   | G   | N   | P   | Bp  | Bc  | Diff | Points |
| ----------- | ------- | ------ | --- | --- | --- | --- | --- | --- | ---- | ------ |
| Ligue 1     | 14      | 0      | 414 | 144 | 126 | 144 | 429 | 446 | -17  | 558    |
| Ligue 2     | 12      | 0      | 353 | 143 | 95  | 112 | 440 | 361 | +79  | 518    |
| Total       | 26      | 0      | 767 | 287 | 221 | 256 | 869 | 807 | +62  | 1076   |

### Records et statistiques
- 1er match et but dans l'histoire du club : JSMB 1-0 USFM Sétif, le 13 septembre 1936, but de Himi Bouabid   38e.
- 1er match dans l'histoire du club en Ligue 1 : JSMB 2-2 USM Annaba, le 10 septembre 1998.
- 1er but dans l'histoire du club en Ligue 1 : JSMB 2-2 USM Annaba, le 10 septembre 1998, but de Yacine Amaouche   66e.
- Plus large victoire dans l'histoire du club en Ligue 1 : WA Tlemcen 1-6 JSMB, le 30 novembre 2006.
- Plus large défaite dans l'histoire du club en Ligue 1 : JSMB 0-6 USM Alger, le 29 décembre 2003.
- 1er doublé dans l'histoire du club en Ligue 1 : Buts de Yacine Amaouche   66e   75e, le 10 septembre 1998 face a l'USM Annaba.
- 1er triplé dans l'histoire du club en Ligue 1 : Buts de Hamid Berguiga   23e   70e   78e, le 30 novembre 2006 face au WA Tlemcen.
- 1er but contre son camp dans l'histoire du club en Ligue 1 : But de Samir Djilani   63e (csc), le 23 mars 2000 face au CA Batna.
- La meilleure saison sur le plan offensif : Saison 2009-2010 et Saison 2010-2011 (47 buts).
- La pire saison sur le plan offensif : Saison 2003-2004 (17 buts).
- La meilleure saison sur le plan défensif : Saison 2006-2007 (18 buts).
- La pire saison sur le plan défensif : Saison 2003-2004 (60 buts).
- 1er penalty dans l'histoire du club en Ligue 1 : JSMB 2-2 JSM Tébessa, le 19 novembre 1998, but de Samir Djilani   70e (pen.).
- Plus large victoire à domicile dans l'histoire du club en Ligue 1 : JSMB 5-1 CA Batna, le 4 mai 2010.
- Plus large victoire à l'extérieur dans l'histoire du club en Ligue 1 : WA Tlemcen 1-6 JSMB, le 30 novembre 2006.

### Les adversaires de la JSMB enLigue 1,coupe d'Algérieet encoupe de la ligue
- Si vous ne connaissez pas le sujet, laissez ce bandeau (vous pouvez alors contacter les auteurs).
- Si vous supprimez le contenu mis en cause (vous pouvez préalablement contacter les auteurs),

argumentez précisément cette suppression dans la page de discussion
(un manque de référence n'est pas un argument ; une recherche réelle de référence doit avoir été effectuée, être formellement documentée).
| Clubs                 | J  | G  | N  | P  | Bp | Bc | Diff | Plus large victoire               | Plus large défaite                  |
| --------------------- | -- | -- | -- | -- | -- | -- | ---- | --------------------------------- | ----------------------------------- |
| USM Blida             | 36 | 15 | 14 | 7  | 42 | 32 | +10  | 2003-2004 (3 - 0)                 | 2003-2004 (5 - 1)                   |
| JS Kabylie            | 31 | 7  | 9  | 15 | 26 | 40 | -14  | 2010-2011 (4 - 2)                 | 2001-2002 (3 - 0)                   |
| USM Alger             | 30 | 8  | 3  | 19 | 20 | 39 | -19  | 2011-2012 (2 - 0)                 | 2003-2004 (0 - 6)                   |
| CR Belouizdad         | 30 | 8  | 7  | 15 | 24 | 43 | -19  | 2011-2012 (4 - 0)                 | 2001-2002 (5 - 2)                   |
| ES Sétif              | 32 | 11 | 8  | 13 | 30 | 38 | -8   | 2001-2002 (3 - 0)                 | 2013-2014 (5 - 0)                   |
| MC Oran               | 25 | 10 | 1  | 14 | 24 | 27 | -2   | 2000-2001 (3 - 0)                 | 1999-2000 (0 - 3)                   |
| WA Tlemcen            | 23 | 9  | 5  | 9  | 22 | 23 | -1   | 2006-2007 (1 - 6)                 | 1999-2000 (4 - 0)                   |
| CA Bordj Bou Arreridj | 23 | 8  | 11 | 4  | 29 | 26 | +3   | 2010-2011 (3 - 0)                 | 2003-2004 (5 - 0)                   |
| MC Alger              | 21 | 6  | 12 | 3  | 24 | 15 | +9   | 2000-2001 (4 - 1)                 | 2012-2013 (3 - 1)                   |
| ASO Chlef             | 21 | 5  | 6  | 10 | 19 | 25 | -6   | 2010-2011 (4 - 1)                 | 2002-2003 (4 - 0)                   |
| USM El Harrach        | 21 | 8  | 5  | 8  | 31 | 31 | 0    | Coupe d'Algérie 2011-2012 (6 - 2) | Coupe de la Ligue 1997-1998 (5 - 1) |
| CA Batna              | 20 | 10 | 6  | 4  | 25 | 9  | +16  | 2009-2010 (5 - 1)                 | 2000-2001 (2 - 1)                   |
| NA Hussein Dey        | 18 | 11 | 4  | 3  | 22 | 13 | +9   | 2007-2008 (3 - 0)                 | 2003-2004 (4 - 0)                   |
| USM Annaba            | 18 | 3  | 6  | 9  | 18 | 29 | -9   | 2008-2009 (3 - 1)                 | 1998-1999 (4 - 2)                   |
| AS Khroub             | 10 | 2  | 6  | 2  | 10 | 10 | 0    | 2011-2012 (2 - 0)                 | 2010-2011 (4 - 2)                   |
| CS Constantine        | 10 | 2  | 8  | 0  | 11 | 6  | +5   | 2011-2012 (3 - 0)                 | Aucune                              |
| MO Constantine        | 10 | 5  | 1  | 4  | 9  | 6  | +3   | 1998-1999 (4 - 0)                 | 2001-2002 (2 - 0)                   |
| ASM Oran              | 9  | 4  | 3  | 2  | 9  | 9  | 0    | 2002-2003 (2 - 0)                 | 2001-2002 (3 - 0)                   |
| RC Kouba              | 9  | 7  | 0  | 2  | 10 | 4  | +6   | 2008-2009 (2 - 0)                 | 2003-2004 (1 - 0)                   |
| MC Saïda              | 9  | 5  | 2  | 2  | 15 | 10 | +5   | 2010-2011 (4 - 0)                 | 2007-2008 (2 - 4)                   |
| AS Aïn M'lila         | 8  | 4  | 2  | 2  | 6  | 6  | 0    | 1998-1999 (2 - 1)                 | 2000-2001 (2 - 0)                   |
| MSP Batna             | 7  | 5  | 1  | 1  | 12 | 3  | +9   | 2008-2009 (3 - 0)                 | Coupe d'Algérie 2000-2001 (2 - 1)   |
| JS Saoura             | 4  | 0  | 1  | 3  | 2  | 10 | -8   | Aucune                            | 2013-2014 (1 - 4)                   |
| US Chaouia            | 4  | 1  | 2  | 1  | 3  | 3  | 0    | 1998-1999 (1 - 0)                 | 2003-2004 (2 - 1)                   |
| MO Bejaia             | 4  | 2  | 1  | 1  | 3  | 2  | +1   | 2013-2014 (0 - 1)                 | Aucune                              |
| USM Bel-Abbès         | 3  | 2  | 0  | 1  | 3  | 3  | 0    | 2012-2013 (0 - 1)                 | 2012-2013 (1 - 3)                   |
| E Sour El Ghozlane    | 2  | 2  | 0  | 0  | 3  | 0  | +3   | 1998-1999 (2 - 0)                 | Aucune                              |
| US Tébessa            | 2  | 0  | 2  | 0  | 4  | 4  | 0    | Aucune                            | Aucune                              |
| RC Arbaâ              | 2  | 0  | 1  | 1  | 1  | 2  | -1   | Aucune                            | 2013-2014 (0 - 1)                   |
| CRB Aïn Fakroun       | 2  | 1  | 1  | 0  | 2  | 1  | +1   | 2013-2014 (0 - 1)                 | Aucune                              |

### Parcours de la JSMB

#### En championnat
- 1962-63 : C-H Gr. est VI, 5e
- 1963-64 : D2 Gr. est, 7e
- 1964-65 : D2 Gr. est, 13e
- 1965-66 : D3 Gr. est, 16e
- 1966-67 : D4, Gr. est, 1er
- 1967-68 : D3, Gr. est, 7e
- 1968-69 : D3, Gr. est, 1er
- 1969-70 : N2, Gr. centre-est, 8e
- 1970-71 : N2, Gr. centre-est, 6e
- 1971-72 : N2, Gr. est, 7e
- 1972-73 : N2, Gr. est, 12e
- 1973-74 : N2, Gr. est, 14e
- 1974-75 : N2, Gr. est, ?e
- 1975-76 : N2, Gr. est, 14e
- 1976-77 : D3, Gr. est, ?e
- 1977-78 : D3, Gr. est, ?e
- 1978-79 : D3, Gr. est, ?e
- 1979-80 : D3, Gr. est, ?e
- 1980-81 : D3, Gr. est, ?e
- 1981-82 : D3, Gr. est, ?e
- 1982-83 : D3, Gr. est, ?e
- 1983-84 : D3, Gr. est, ?e
- 1984-85 : D3, Gr. est, ?e
- 1985-86 : D3, Gr. est, ?e
- 1986-87 : D3, Gr. est, ?e
- 1987-88 : D3, Gr. est, ?e
- 1988-89 : D3, Gr. est, 16e
- 1989-90 : D4, Gr. Constantine, 1er
- 1990-91 : D3, Gr. est, 15e
- 1991-92 : D3, Gr. est, ?e
- 1992-93 : D3, Gr. est, ?e
- 1993-94 : D3, Gr. est, ?e
- 1994-95 : D3, Gr. est, ?e
- 1995-96 : D3, Gr. est, 1er
- 1996-97 : D2, Gr. est, 5e
- 1997-98 : D2, Gr. est, 3e
- 1998-99 : SD, Gr. centre-est, 6e
- 1999-00 : SD, 10e
- 2000-01 : SD, 10e
- 2001-02 : SD, 11e
- 2002-03 : D1, 10e
- 2003-04 : D1, 16e
- 2004-05 : D2, 9e
- 2005-06 : D2, 2e
- 2006-07 : D1, 3e
- 2007-08 : D1, 8e
- 2008-09 : D1, 3e
- 2009-10 : D1, 5e
- 2010-11 : Ligue 1, 2e
- 2011-12 : Ligue 1, 2e
- 2012-13 : Ligue 1, 11e
- 2013-14 : Ligue 1, 14e
- 2014-15 : Ligue 2, 10e
- 2015-16 : Ligue 2, 13e
- 2016-17 : Ligue 2, 4e
- 2017-18 : Ligue 2, 4e
- 2018-19 : Ligue 2, 9e
- 2019-20 : Ligue 2, 15e
- 2020-21 : Ligue 2 Gr. centre, 2e
- 2021-22 : Ligue 2 groupe Centre-Est, 14e
- 2022-23 : DNA groupe Centre-Est, 8e
- 2023-24 : DNA groupe Centre-Est, 8e
- 2024-25 : DNA groupe Centre-Est, e

### En coupe d'Algérie
| Saison  | Tour             | Matchs            | Résultats       |
| ------- | ---------------- | ----------------- | --------------- |
| 1962-63 | ?e T.R           |                   | ?               |
| 1963-64 | ?                |                   | ?               |
| 1964-65 | 1/64 finale      | MO Bejaia         | 1-1 corn 5-4    |
| 1965-66 | ?                | ?                 | ?               |
| 1966-67 | ?                | ?                 | ?               |
| 1967-68 | 1/32 finale      | JSM Skikda        | 4-1             |
| 1968-69 | ?e T.R           | ?                 | ?               |
| 1969-70 | 1/32 finale      | WA Casoral Alger  | 3-1             |
| 1970-71 | 1/32 finale      | US Tébessa        | 0-0             |
| 1971-72 | ?                | ?                 | ?               |
| 1972-73 | ?                | ?                 | ?               |
| 1973-74 | ?                | ?                 | ?               |
| 1974-75 | ?                | ?                 | ?               |
| 1975-76 | ?                | ?                 | ?               |
| 1976-77 | ?                | ?                 | ?               |
| 1977-78 | ?                | ?                 | ?               |
| 1978-79 | ?                | ?                 | ?               |
| 1979-80 | ?                | ?                 | ?               |
| 1980-81 | ?                | ?                 | ?               |
| 1981-82 | ?                | ?                 | ?               |
| 1982-83 | ?                | ?                 | ?               |
| 1983-84 | ?                | ?                 | ?               |
| 1984-85 | ?e T.R           | ?                 | ?               |
| 1985-86 | ?e T.R           | ?                 | ?               |
| 1986-87 | ?e T.R           | ?                 | ?               |
| 1987-88 | 1/32 finale      | AB Barika         | 2-0             |
| 1988-89 | ?e T.R           | ?                 | ?               |
| 1989-90 | N.J              | N.J               | N.J             |
| 1990-91 | ?e T.R           | ?                 | ?               |
| 1991-92 | ?e T.R           | ?                 | ?               |
| 1992-93 | N.J              | N.J               | N.J             |
| 1993-94 | ?e T.R           | ?                 | ?               |
| 1994-95 | ?e T.R           | ?                 | ?               |
| 1995-96 | 1/64 finale      | IRB El Hadjar     | 3-1             |
| 1996-97 | 1/32 finale      | USM Blida         | 1-1 (t.a.b 5-4) |
| 1997-98 | 1/32 finale      | ES Collo          | 0-0 (t.a.b)     |
| 1998-99 | 1/16 finale      | CR Belouizdad     | 2-0             |
| 1999-00 | 1/32 finale      | HB Chelghoum Laïd | 0-0 (t.a.b)     |
| 2000-01 | 1/8 finale       | MSP Batna         | 2-1             |
| 2001-02 | 1/16 finale      | JS Kabylie        | forfait         |
| 2002-03 | 1/16 finale      | USM Alger         | 1-0             |
| 2003-04 | 1/16 finale      | JS Kabylie        | 1-0             |
| 2004-05 | 1/16 finale      | JS Sig            | 1-0             |
| 2005-06 | 1/64 finale      | CR Zemmouri       | 2-1 a.p         |
| 2006-07 | 1/8 finale       | USM Blida         | 1-0             |
| 2007-08 | Vainqueur        | WA Tlemcen        | 1-1 (t.a.b 3-1) |
| 2008-09 | 1/32 finale      | USM Blida         | 2-1             |
| 2009-10 | 1/16 finale      | USM Blida         | 2-2 (t.a.b 3-2) |
| 2010-11 | 1/8 finale       | MC Alger          | 0-0 (t.a.b 6-5) |
| 2011-12 | 1/32 finale      | MB Hassasna       | 1-2             |
| 2012-13 | 1/16 finale      | CR Belouizdad     | 1-0             |
| 2013-14 | 1/16 finale      | MC Oran           | 2-1 a.p         |
| 2014-15 | 1/16 finale      | ASO Chlef         | 1-1 (t.a.b 6-7) |
| 2015-16 | 1/32 finale      | EC Oued Smar      | 0-2             |
| 2016-17 | 1/32 finale      | USM Blida         | 1-1 (t.a.b 1-2) |
| 2017-18 | 4e T.R           | ES Ben Aknoun     | 2-2 (t.a.b 3-0) |
| 2018-19 | Finaliste        | CR Belouizdad     | 2-0             |
| 2019-20 | 1/32 finale      | ES Sétif          | 2-2 (t.a.b 7-8) |
| 2020-21 | N.J              | N.J               | N.J             |
| 2021-22 | N.J              | N.J               | N.J             |
| 2023-24 | Avant dernier TR | ?                 | ?               |
| 2023-24 | Avant dernier TR | JS Azazga         | 0-1             |
| 2024-25 | 1/16 finale      | A El Eulma        | 0-1 a.p         |

- Note: N.J : Non jouée

#### Statistiques Tour atteint
La JSMB a participé à 55 éditions, a été éliminée aux tours régionaux - fois et a atteint les tours finaux 24 fois.[réf. souhaitée]
| Édition | 1er tour | 2e tour | 3e tour | 4e tour | 64e de finale | 32e de finale | 16e de finale | 8e de finale | Quart de finale | Demi-finale | Finale | Vainqueur |
| ------- | -------- | ------- | ------- | ------- | ------------- | ------------- | ------------- | ------------ | --------------- | ----------- | ------ | --------- |
| 57      | -        | -       | -       | 1       | 5             | 8             | 11            | 3            | 0               | 0           | 1      | 1         |

### Compétitions africaines
La JSM Béjaïa a joué les compétitions africaines. En 2008, le club entame sa première campagne dans une compétition internationale: la Coupe de la confédération africaine. Ici, sont exposées dans l'ordre chronologique toutes ses participations en compétitions africaines.

#### Bilan par compétition
| Compétition                                  | Saisons | Titres | J  | G | N | P | Bp | Bc | Diff |
| -------------------------------------------- | ------- | ------ | -- | - | - | - | -- | -- | ---- |
| Ligue des champions de la CAF                | 2       | 0      | 10 | 2 | 5 | 3 | 8  | 8  | 0    |
| Coupe de la confédération                    | 3       | 0      | 8  | 2 | 3 | 5 | 10 | 9  | +1   |
| Coupe nord-africaine des vainqueurs de coupe | 1       | 0      | 4  | 1 | 1 | 2 | 3  | 3  | 0    |
| Total                                        | 6       | 0      | 22 | 5 | 9 | 8 | 21 | 20 | +1   |

#### Statistiques africaines
- 1er match en Ligue des champions de la CAF :  FC Foullah Edifice 0-0 JSMB, le 5 février 2012.
  - Plus large victoire en Ligue des champions de la CAF : JSMB 3-0  Olympic FC de Niamey, le 16 février 2013.
  - Plus large défaite en Ligue des champions de la CAF :  AFAD Djékanou 3-0 JSMB, le 7 avril 2012.
- 1er match en Coupe de la confédération :  CS sfaxien 1-0 JSMB, le 15 février 2008.
  - Plus large victoire en Coupe de la confédération : JSMB 4-1  ASC Yakaar, le 14 mars 2009.
  - Plus large défaite en Coupe de la confédération :  ES Sahel 2-1 JSMB, le 6 avril 2013.
- 1er match en Coupe nord-africaine des vainqueurs de coupe :  Al-Masry Club 1-0 JSMB, le 5 décembre 2008.
  - Plus large victoire en Coupe nord-africaine des vainqueurs de coupe : JSMB 2-0  Al-Masry Club, le 26 décembre 2008.
  - Plus large défaite en Coupe nord-africaine des vainqueurs de coupe :  ES Tunis 2-1 JSMB, le 26 décembre 2008.

### Joueurs emblématiques

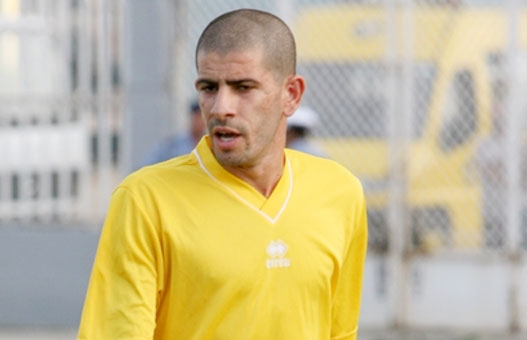
Mohamed Rabie Meftah

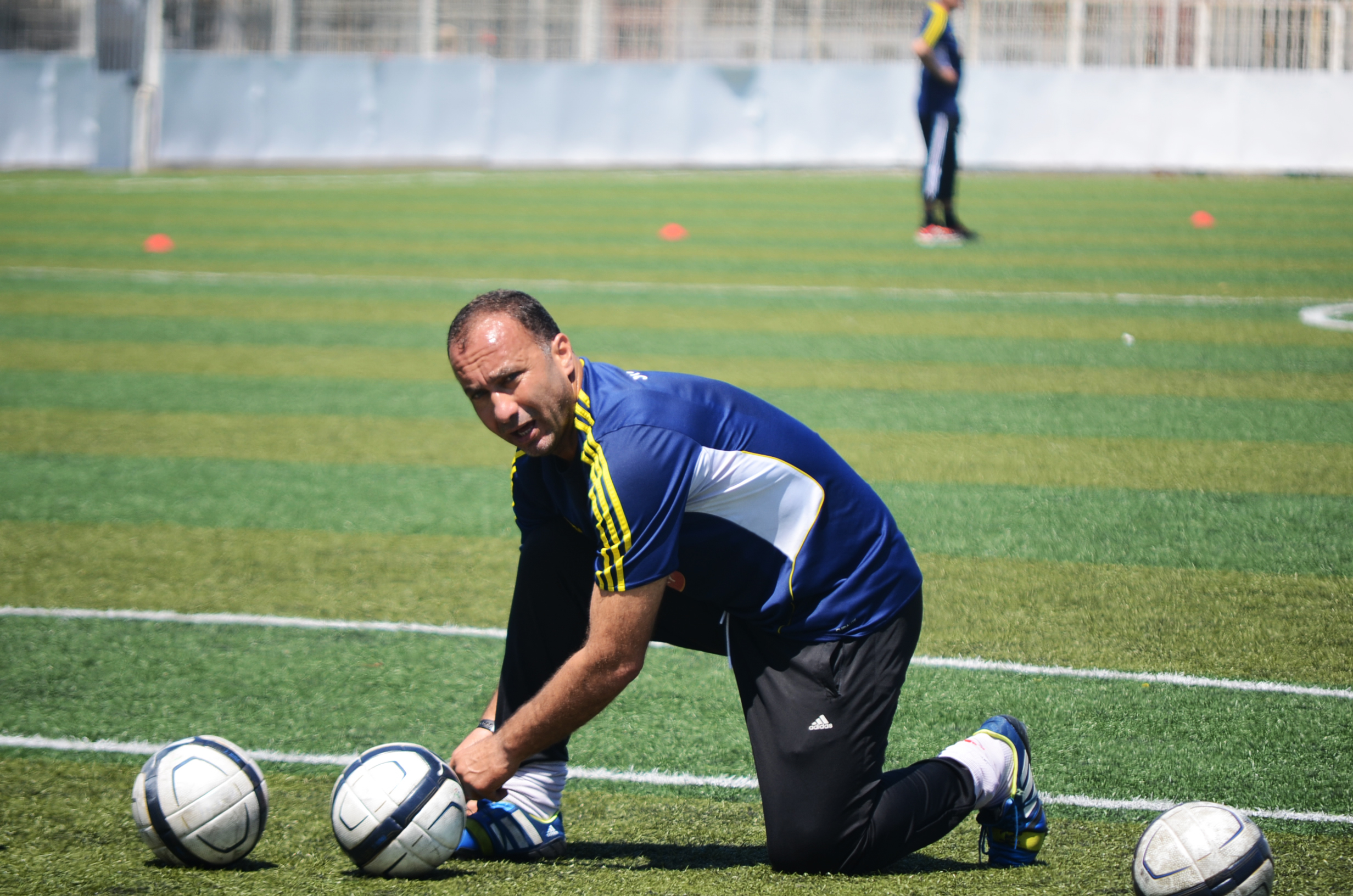
Farid Belmellat

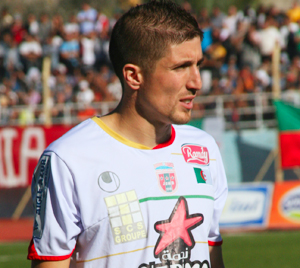
Zahir Zerdab sous les couleurs de la JSMB

## Personnalités du club

### Entraîneurs
Liste des entraîneurs de la JSM Béjaia depuis 1936 :
- Mohamed Khamsi / (1936-1938)
- Mustapha Labbaci / (1938-???)
- Achouri / (???-???)
- Ait Mouloud / (???-???)
- Bouricha / (???-???)
- Palestina / (???-???)
- Bekra / (???-1961)
- Ahmed Oudjani / (1961-1963)
- Amara Alloui / (1963-???)
- Mohamed Berghout / (???-???)
- Mohamed Messaoudi / (???-???)
- Hamid Talah / (1993-1996)
- Djaafar Harouni / (1996-1998)
- ??? / (1998-1999)
- Djamel Menad / (1999-2000)
- Djaafar Harouni / (2000)
- Rachid Cherradi / (2001)
- Mehdi Cerbah / (2001-2003) (Entraîneur des gardiens)
- Azzedine Aït Djoudi / (2001)
- Hadj Mansour / (2001-2002)
- Nour Benzekri / (2002-2003)
- Jules Accorsi / (jui 2003-déc 2003)
- Nour Benzekri / (déc 2003-jun 2004)
- Abdelkrim Latrèche / (2005-jan 2006)
- Eurico Gomes / (jan 2006-oct 2006)
- Alain Moizan / (oct 2006-jui 2007)
- Rachid Cherradi / (jui 2007-oct 2007)
- Abdelkrim Bira / (oct 2007-déc 2007)
- Dragan Cvetković / (déc 2007-mar 2008)
- El Hadi Khezzar / (mar 2008-aou 2008)
- Jean-Yves Chay / (aou 2008-jan 2009)
- Djamel Menad / (2009-2011)
- Fouad Bouali / (2011-jan 2012)
- Alain Michel / (jan 2012-jan 2013)
- Giovanni Solinas / (jan 2013-jun 2013)
- Noureddine Saâdi / (jui 2013-oct 2013)
- Kamel Djabour / (oct 2013-mar 2014)
- Hassan Hammouche / (mar 2014-aou 2014)
- Ali Fergani / (aou 2014-jan 2015)
- Mustapha Heddane / (jan 2015-jan 2015)
- Hassan Hemmouche / (jan 2015-fév 2015)
- Stéphane Paille / (fév 2015-avr 2015)
- Amine Ghimouz / (avr 2015-oct 2015)
- Said Hammouche / (oct 2015-fév 2016)
- Ali Fergani / (fév 2016-mar 2016)
- Lamine Kebbir (Intérim) / (mar 2016-mai 2016)
- El Hadi Khezzar / (mai 2016-déc 2016)
- Toufik Kabri (Intérim) / (déc 2016-déc 2016)
- Younès Ifticen / (déc 2016-jun 2017)
- Mounir Zeghdoud / (jun 2017-jun 2018)
- Mustapha Biskri / (jun 2018-sep 2018)
- Samy Boucekine (Intérim) / (sep 2018-nov 2018)
- Moez Bououkaz / (nov 2018-juin 2019)
- Mohamed Lacet / (juil 2019-sep 2019)
- Moez Bououkaz / (sep 2019-jan 2020)
- Said Hammouche / (jan 2020-jun 2020)
- Karim Khouda / (nov 2020-fév 2021)
- Yacine Abdiche / (fév 2021-sep 2021)[11]
- Moufdi Cherdoud / (sep Juin 2022-)[12]
- Yacine Abdiche / (Sep 2022-Dec 2022)
- Chahine Aberrahmani / (Dec 2022-Jan 2023)
- Yacine Abdiche / (Jan 2023-Avril 2023)
- Mohamed Meftah / (Avril 2023-fev 2024)
- Khaled Lounici / (Fev 2024-Oct 2024)
- Toufik Chiha / (Oct 2024-Dec 2024)
- Ahmed Aider / (Dec 2024-Fev 2025)
- Mourad Karouf / (Fev 2025-Juin 2025)
- AMustapha Seba / (Depuis Aout 2025)

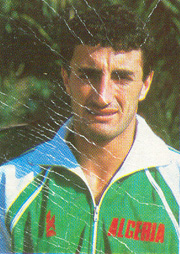
Djamel Menad entraîneur de 1999 à 2000 puis de 2009 à 2011
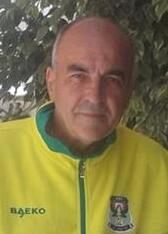
Alain Michel entraîneur de 2012 à 2013
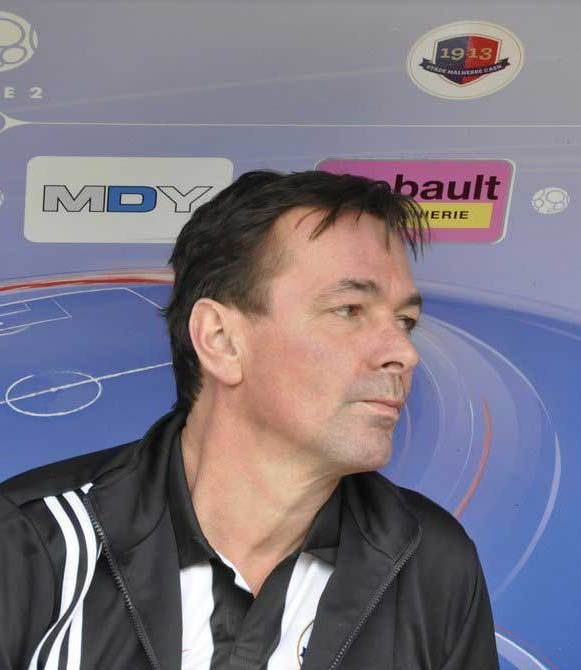
Stéphane Paille entraîneur de février 2015 au avril 2015

### Présidents
| No | Nom                                                          | Période     |
| -- | ------------------------------------------------------------ | ----------- |
| 1  | Mohamed Bouchenak                                            | 1936-1940   |
| 2  | Ahmed Boulimat                                               | 1940-1945   |
| 3  | Salem Oultache                                               | 1945-1947   |
| 4  | Mohamed Khamsi                                               | 1947-1954   |
| 5  | Khodir Hashatel-Hachemi Benzaid-Himi Tidjiza-Abdelkader Tiab | 1963-1965   |
| 6  | Abdelkader Tiab-Boualem Ziani-Salah Keribeche                | 1965-1975   |
| 7  | Hamou Brahmi-Karim Younes                                    | 1975-1977   |
| 8  | Hamid TALAH/Morad ZIANI                                      | 1990-1994   |
| 9  | Boualem Tiab                                                 | 1994-2007   |
| 10 | Zahir Tiab                                                   | 2007-2008   |
| 11 | Boualem Tiab                                                 | 2008-2009   |
| 12 | Abdelkrim Boudjelloud                                        | 2009-2010   |
| 13 | Abdelhafid Tiab                                              | 2013-2014   |
| 14 | Abdelhamid Chemini                                           | 2014-2015   |
| 15 | Ahmed Ider                                                   | 2015-2015   |
| 16 | Zahir Guellati                                               | 2015-2017   |
| 17 | Belkacem Houassi                                             | 2017-2019   |
| 18 | Mourad Seddar                                                | 2019-2020   |
| 19 | Abderrahmane Messaoudi                                       | 2020-2022   |
| 20 | Farouk Mial                                                  | 2022-2025   |
| 21 | Boualem Aizel                                                | Depuis 2025 |